# Palicourea brasiliensis
Palicourea brasiliensis är en måreväxtart som beskrevs av Heinrich Wawra. Palicourea brasiliensis ingår i släktet Palicourea och familjen måreväxter. Inga underarter finns listade i Catalogue of Life.